# محمد رضا باشا

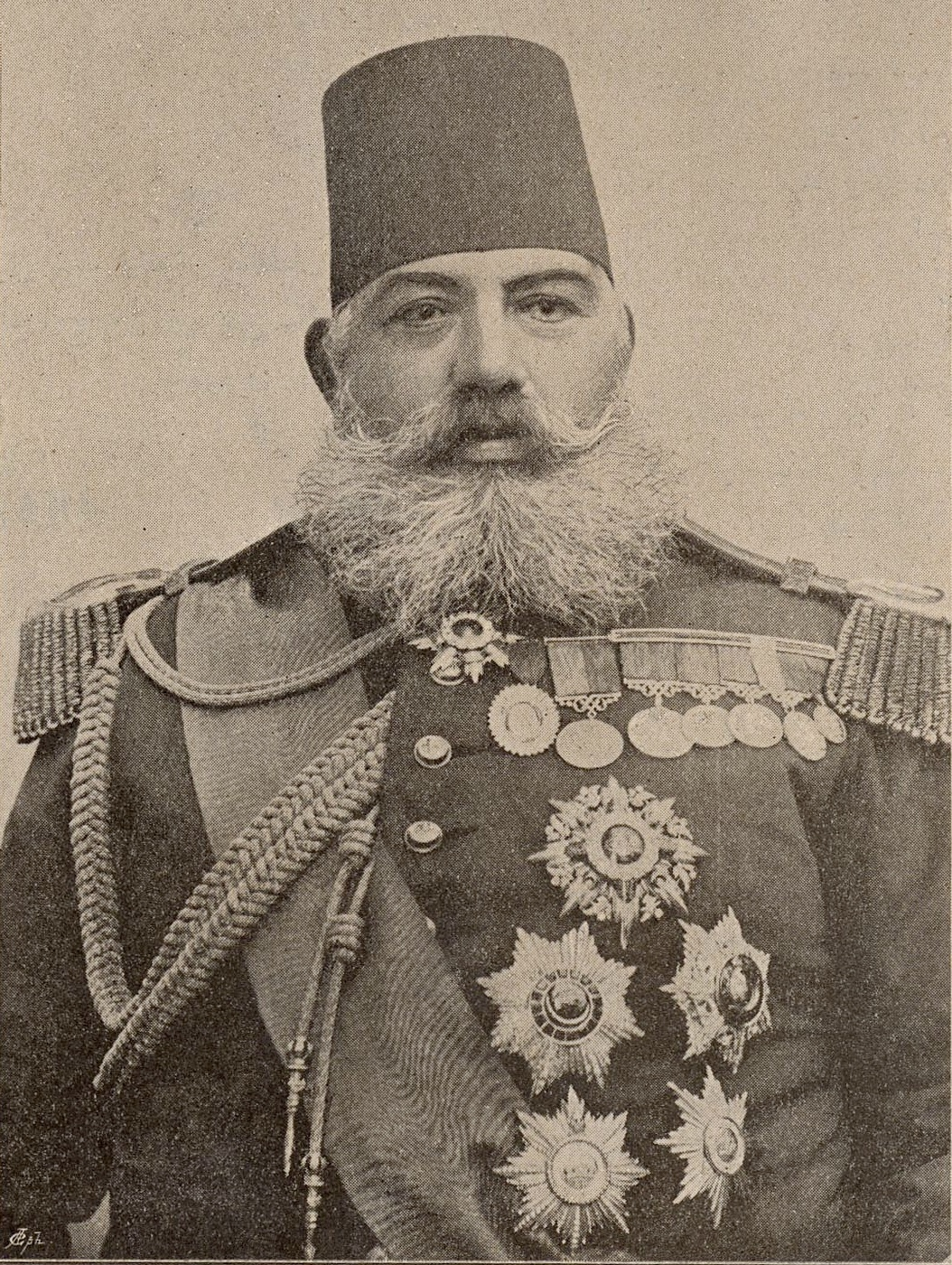
صورة لمحمد رضا باشا

محمد رضا باشا أو سرعسكر رضا باشا (التركي: Serasker Rıza Paşa; 1844–1920) كان قائدا عسكريا عثمانيا. وصل إلى رتبة سرعسكر والتي كانت أعلى رتبة عسكرية من الإمبراطورية العثمانية. شارك في الحرب الروسية التركية (عام 1877-78).

## السيرة الذاتية
تمت ترقيته إلى سرعسكر من قبل السلطان عبد الحميد الثاني. البيت المملوك لمحمد رضا باشا لا يزال موجوداً على البوسفور.
تم نفيه للعيش في فرنسا بعد نهاية الأسرة العثمانية، له ثلاثة أبناء. سوريا باشا و زايا بك وسوكرو بك. زايا بك ذهب مع والده إلى فرنسا، حيث كانوا يعيشون في مدينة نيس. المنزل في لطيفة لا تزال تحمل لوحة لإظهار سكنه الذي كان يقيم به.
دفن في الفناء حيث يقع ضريح محمود الثاني وكذلك السادة البارزين في تلك الفترة.